# Papa Siricio
Siricio (Roma, 334 circa – Roma, 26 novembre 399) è stato il 38º papa della Chiesa cattolica, che lo venera come santo. Fu papa dal 384 fino alla sua morte.

## Biografia
Siricio nacque da un certo Tiburzio. Entrò al servizio della Chiesa in tenera età e, secondo l'iscrizione posta sulla sua tomba, durante il pontificato di papa Liberio (352-366) fu prima lettore e poi diacono. Dopo la morte di papa Damaso I, Siricio fu eletto suo successore all'unanimità e, probabilmente, fu consacrato vescovo il 17 dicembre. L'antipapa Ursino, che era stato eletto vescovo di Roma in opposizione a Damaso (366), era ancora vivo e continuò a rivendicare il proprio titolo; l'imperatore Valentiniano II però, in una lettera al prefetto di Roma Piniano (23 febbraio 385), diede il suo beneplacito all'elezione di Siricio e si affidò alle preghiere del neoeletto vescovo :  di conseguenza non sorse alcuna difficoltà.

### Il primato della sede di Roma e i primi decreti papali
Immediatamente dopo il suo insediamento, Siricio ebbe l'occasione di affermare il suo primato sulla Chiesa universale. Ad una lettera di Imerio, vescovo di Tarragona (Tarraconense), indirizzata a papa Damaso, che conteneva quesiti su quindici argomenti riguardanti battesimo, penitenza, disciplina della Chiesa e celibato del clero, Siricio rispose il 10 febbraio 385 con un'altra epistola, che conteneva un decreto in cui egli impose il celibato ecclesiastico. Questo tema non era mai stato trattato da nessun Papa in precedenza; egli così dimostrò di esercitare in piena coscienza la sua autorità suprema sulla Chiesa. Allo stesso tempo dispose che Imerio rendesse note le sue deliberazioni alle province vicine, in modo che potessero essere osservate su un'area il più possibile vasta. La lettera di Siricio è di particolare importanza perché è il più antico decreto papale integralmente conservato. È comunque certo che anche i suoi predecessori avessero pubblicato provvedimenti analoghi: Siricio stesso menzionava nel suo scritto le «delibere generali» di papa Liberio, spedite alle province, che però non si sono conservate. Siricio ebbe particolarmente a cuore il mantenimento della disciplina all'interno della Chiesa e l'osservanza di canoni da parte del clero e del laicato.
Il 6 gennaio 386 un sinodo romano, a cui parteciparono ottanta vescovi, ribadì in nove canoni le leggi della Chiesa su vari punti concernenti la disciplina (consacrazione di vescovi, celibato ecc.). Le decisioni del sinodo furono comunicate dal Papa ai vescovi del nord Africa e, probabilmente, anche a coloro che non avevano preso parte al sinodo, col comando di agire in concordanza con loro. Un'altra lettera, spedita alle varie chiese, trattava dell'elezione di vescovi e presbiteri degni. In tutte le sue deliberazioni, comunque, il Papa parlò con la piena coscienza della sua suprema autorità ecclesiastica e della sua missione pastorale su tutte le Chiese.

### Controversie dottrinali
Siricio affrontò il problema del sorgere di diverse correnti teologiche all'interno della Chiesa.
In quegli anni si stava diffondendo anche a Roma il monachesimo, ma la mancanza di regole precise e l'inserimento nella metropoli produsse alcune anomalie, deviazioni e forme di ascetismo eccessivo. Un monaco romano in particolare, Gioviniano, aveva elaborato delle teorie contro i digiuni e il celibato, affermando l'inutilità dei digiuni ascetici fatti senza fede e diventati ormai mero ritualismo, l'inutilità del celibato e del relativo voto di castità, che egli considerava un dono divino pari a quello del matrimonio ma non ad esso superiore, negando la perpetua verginità di Maria; il pensiero di Gioviniano ebbe molto successo, anche fra il clero di Roma. Intorno al 390-392 Siricio convocò un sinodo durante il quale Gioviniano ed otto dei suoi seguaci furono condannati e scomunicati. La sentenza fu inviata anche ad Ambrogio, vescovo di Milano ed amico di Siricio, il quale convocò a sua volta un sinodo dei vescovi dell'Italia settentrionale che, concordando con la decisione di Roma, condannò i seguaci di Gioviniano.
Altri teologi, come Bonoso, vescovo di Sardica (che fu anche accusato di errare sul dogma della Trinità) ponevano in discussione il dogma della verginità di Maria. Siricio ed Ambrogio si opposero a Bonoso ed ai suoi seguaci e confutarono le loro tesi, quindi il Papa lasciò le ulteriori incombenze contro Bonoso al vescovo di Tessalonica e agli altri vescovi illirici.
Come il suo predecessore Damaso I, Siricio prese parte alla controversia su Priscilliano: condannò fermamente i vescovi che lo avevano accusato per aver portato la questione di fronte alla giustizia secolare ed aver spinto Magno Massimo, che all'epoca regnava ancora in precario equilibrio con Valentiniano II e Teodosio I, a condannare a morte e giustiziare Priscilliano ed alcuni dei suoi seguaci. Massimo cercò di giustificare la sua azione inviando al papa gli atti del processo, ma Siricio scomunicò Felice, vescovo di Treviri, che aveva sostenuto Itacio, l'accusatore di Priscilliano. Indirizzò poi ai vescovi spagnoli una lettera nella quale stabiliva le condizioni alle quali i Priscilliani convertiti sarebbero potuti tornare in comunione con la Chiesa di Roma.
Secondo la biografia riportata nel Liber pontificalis, Siricio adottò anche misure severe contro il Manicheismo. Tuttavia, ciò non può essere desunto dalle scritture del convertito Agostino d'Ippona che, quando giunse a Roma nel 383, era un manicheo. Se Siricio avesse preso particolari posizioni contro di loro, Agostino ne avrebbe probabilmente parlato. Il passo del Liber Pontificalis potrebbe essere riferito alla vita di papa Leone I. Probabilmente, all'epoca in cui fu scritto, per manichei si intendevano anche i priscilliani. In ogni caso, vari imperatori d'occidente, inclusi Onorio e Valentiniano II, legiferarono contro i Manichei, che consideravano oppositori politici, e presero misure severe contro i membri di questa corrente.
A Oriente Siricio cercò di ricomporre lo scisma meleziano; questo scisma era proseguito dopo la morte di Melezio di Antiochia, avvenuta durante il Concilio di Costantinopoli nel 381. I seguaci di Melezio, nestoriani, elessero quale suo successore Flaviano, mentre i sostenitori del vescovo Paolino, dopo la sua morte (388), elessero Evagrio. Quest'ultimo si spense nel 392 e, per le manovre di Flaviano, non venne eletto alcun successore. Grazie alla mediazione di Giovanni Crisostomo e di Teofilo d'Alessandria, fu inviata a Roma un'ambasciata condotta da Acacio, vescovo di Beroea, al fine di convincere Siricio a riconoscere Flaviano e a riammetterlo in comunione con la Chiesa.
A Roma, il nome di Siricio è particolarmente legato alla basilica sulla tomba di San Paolo sulla Via Ostiense che, durante il suo pontificato, fu ricostruita dall'imperatore come basilica a 5 navate e fu dedicata dal papa stesso nel 390. Il nome di Siricio è stato anche trovato su uno dei pilastri che non sono andati distrutti dall'incendio del 1823 e che ora si trova nel vestibolo dell'entrata laterale del transetto.

### Morte
Siricio morì per cause naturali a Roma il 26 novembre del 399 e fu sepolto nel cimitero di Priscilla sulla Via Salaria.
È stato ipotizzato che fosse lui il papa che intorno al 385 accolse sant'Orsola e le compagne giunte pellegrine a Roma, chiamato Ciriaco in molti testi agiografici relativi alla santa: un nome, "Ciriaco", mai portato da alcun pontefice, ma che risulta molto simile a "Siricio". Tale identificazione è forse quella giusta, tuttavia non è da considerare veritiera la versione secondo cui papa Ciriaco decise di seguire le giovani donne nel viaggio di ritorno per venire infine anch'egli martirizzato a Colonia ad opera degli Unni, versione fornita per la prima volta dalla mistica Elisabetta di Schönau la quale tra l'altro sosteneva, sulla base delle proprie visioni, che il pontefice fosse rimasto vittima di un complotto pianificato da alcuni membri del clero romano legati da rapporti amichevoli coi pagani (che in seguito all'editto di Tessalonica si ritenevano ormai in pericolo): un papicidio di pura fantasia, probabilmente frutto di un equivoco dovuto al fatto che nella città tedesca era morto il missionario San Ciriaco di Colonia, un 21 ottobre, proprio come Orsola, ma molti anni prima di lei, nel 238.

## Carattere di Siricio
Due dei suoi contemporanei descrissero il carattere di Siricio in termini negativi. Paolino da Nola, che durante la sua visita a Roma nel 395 fu trattato in maniera sospettosa dal papa, parlava dell'urbici papae superba discretio («l'altezzoso comportamento del vescovo di Roma»). Questo modo di fare del papa poteva, comunque, essere spiegato dal fatto che nell'elezione e nella consacrazione di Paolino ci furono delle irregolarità. Girolamo, da parte sua, parlava della «mancanza di giudizio» di Siricio riguardo al trattamento di Tirannio Rufino al quale, nel momento in cui lasciava Roma nel 398, il papa aveva dato una lettera in cui specificava che era in comunione con la Chiesa.

## Culto
La festa liturgica di Siricio ricorre il 26 novembre, giorno del suo decesso: la Chiesa Cattolica ha così voluto slegare la figura del pontefice dal martirio di Orsola e delle sue compagne, che vengono celebrate il 21 ottobre.
Il suo nome fu aggiunto nel Martirologio Romano da papa Benedetto XIV (1748), che scrisse una dissertazione per provare la sua santità. Non era stato inserito nella prima edizione (1584), per le perplessità manifestate a suo tempo da Girolamo.
Dal Martirologio Romano:

## Iconografia

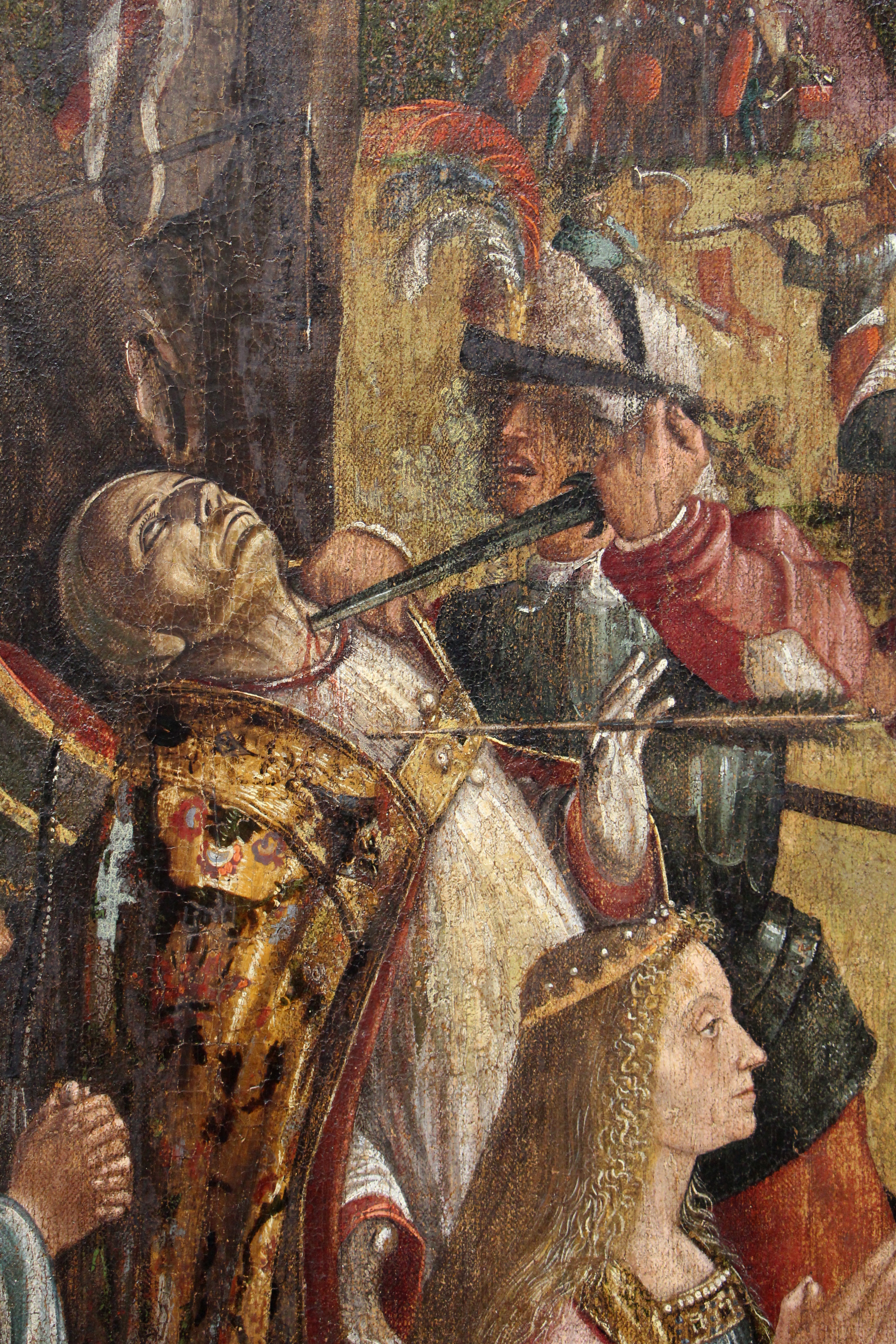
Vittore Carpaccio, Martirio dei pellegrini e funerali di sant'Orsola, dettaglio con l'uccisione di papa Ciriaco, nome con cui è noto Siricio in alcuni racconti leggendari su Sant'Orsola

Nonostante Siricio non sia morto martire, diversi artisti si sono ispirati a quei racconti agiografici su sant'Orsola che narrano l'inverosimile uccisione di papa Ciriaco, figura nella quale comunque egli è probabilmente da identificare. Il pontefice appare in diverse scene rappresentate nel Reliquiario di sant'Orsola (compreso uno dei cosiddetti "medaglioni"). Si ricordano poi le Storie di sant'Orsola di Vittore Carpaccio, dove figura in quattro dei nove teleri: Incontro dei pellegrini con papa Ciriaco (nei pressi di Castel Sant'Angelo), Arrivo dei pellegrini a Colonia, Martirio dei pellegrini e funerali di sant'Orsola (egli muore sgozzato e trafitto al petto da un dardo) e Apoteosi di Sant'Orsola e delle sue compagne.